# Talsperre Cerro del Águila
Die Talsperre Cerro del Águila befindet sich am Unterlauf des Río Mantaro in der peruanischen Region Huancavelica. Dort liegt sie in der Provinz Tayacaja, 62 km ostsüdöstlich der Stadt Huancayo. Die Talsperre dient der Energieversorgung. Das Wasserkraftprojekt wurde 2012–2016 realisiert. Betreiber der Anlage ist Kallpa Generación S.A.

## Staudamm und Stausee
Das Absperrbauwerk bildet eine 88 m hohe Walzbeton-Gewichtsstaumauer mit einer Kronenlänge von etwa 230 m. Sie staut den Río Mantaro auf einer Länge von 8,7 km auf. Der maximal 320 m breite Stausee reicht fast bis zur Einleitungsstelle des oberstrom gelegenen Wasserkraftwerks Restitución.

## Wasserkraftwerk
Das Wasserkraftwerk Cerro del Águila (span. Central Hidroeléctrica Cerro del Águila ⊙) ist ein Kavernenkraftwerk. Eine 6,6 km lange Wasserleitung führt vom Stausee zum nördlich gelegenen Kraftwerk. Unterhalb des Kraftwerks gelangt das Wasser über einen etwa 1,9 km langen Ableitungsstollen wieder in den Fluss. Die Einleitungsstelle (⊙) befindet sich 26 Flusskilometer unterhalb der Talsperre. Das Kraftwerk verfügt über 3 Francis-Turbinen mit je 170 MW Leistung. Die durchschnittliche Jahresenergieproduktion liegt bei 3139 GWh. Die Fallhöhe beträgt 242 m, die Ausbauwassermenge liegt bei 100 m³/s.